# Challenger of Dallas 2007
Il Challenger of Dallas 2007 è stato un torneo di tennis facente parte della categoria ATP Challenger Series nell'ambito dell'ATP Challenger Series 2007. Il torneo si è giocato a Dallas negli Stati Uniti dal 5 all'11 febbraio 2007 su campi in cemento indoor e aveva un montepremi di $50 000.

## Vincitori

### Singolare
Robert Kendrick ha battuto in finale  Benedikt Dorsch 6–3, 6–4

### Doppio
Eric Butorac /  Jamie Murray hanno battuto in finale  Rajeev Ram /  Bobby Reynolds con il punteggio di 6–4, 6(4)–7, [10–7]